# Telma
Telma es un canal de televisión privado de Macedonia del Norte, perteneciente a Makpetrol A.D. Se trata de un canal generalista que emite informativos, series, programas de entretenimiento, películas y documentales.

## Historia
El canal inició emisiones en septiembre de 1996, siendo una abreviatura de Televizija Makpetrol y cubriendo Skopie y alrededores antes de expandir su alcance al resto del país. En 2004, el canal obtuvo la concesión nacional y, desde entonces, su cobertura alcanza el territorio macedonio.
Desde entonces, la cadena cuenta con más de 150 empleados, entre periodistas, reporteros, personal técnico, además de corresponsales para sus boletines informativos, emitidos a las 12:30, 15:30, 18:30 y 21:30. Emite 20 horas al día.
Actualmente es el cuarto canal más visto de Macedonia del Norte.

## Programación
- Вести
- Топ Tема
- Време
- Баланси
- Досие
- Светот денес
- Музика
- Тоа сум јас
- Филмополис
- Културна хроника
- Секој е ВИП
- Авто-магазин
- Котиледонија
- Незадолжително
- Макпланет
- Ајде дома